# Jaki Graham
Jaki Graham (Birmingham, 15 september 1956) is een Engelse zangeres.
Jaki Graham is vooral bekend van hits als 'Could It Be I'm Falling In Love' (1985, met David Grant), 'Set Me Free' (1986), 'Round and round' (1985) en 'Breaking Away' (1986).

## Discografie

### Singles
| Single met eventuele hitnotering(en) in de Nederlandse Top 40 | Datum van verschijnen | Datum van binnenkomst | Hoogste positie | Aantal weken | Opmerkingen                    |
| ------------------------------------------------------------- | --------------------- | --------------------- | --------------- | ------------ | ------------------------------ |
| Could it be I'm falling in love                               | 1985                  | 04-1985               | 13              | 8            | feat. David Grant/ Alarmschijf |
| Round and round                                               | 1985                  | 07-1985               | tip             | -            |                                |
| Mated                                                         | 1986                  | 01-1986               | 15              | 7            | feat. David Grant              |
| Set me free                                                   | 1986                  | 06/14/1986            | 11              | 8            |                                |
| Breaking away                                                 | 1986                  | 09-1986               | 22              | 6            |                                |
| Step right up                                                 | 1987                  | 01-1987               | 36              | 3            |                                |